# 지구전자기학
지구전자기학(地球電磁氣學)은 지구의 안과 밖에 일어나는 전자기적 현상을 연구하는 학문이다. 대기전기학을 포함하는 넓은 영역을 차지하는 학문으로 뇌우와 번개, 오로라, 코로나 방전 등을 연구하며, 기상학과 연계하여 연구가 진행되기도 한다. 학문의 특성상 물리학의 전자기학과 지구과학이 선행되어야 한다.